# Siège de Bangkok
Le siège de Bangkok est un évènement important de la révolution siamoise de 1688, durant laquelle les Français ont été expulsés du pays. Au moment du coup d'État de Phetracha contre le roi pro-occidental Narai, les troupes du royaume d'Ayutthaya ont assiégé la forteresse française de Bangkok pendant quatre mois. Elles comptaient environ 40 000 hommes équipés d'artillerie, contre une garnison de 200 soldats français. L'affrontement ne fut pas décisif. Les tensions entre les belligérants diminuèrent progressivement et un accord fut finalement négocié, autorisant les Français à quitter le pays.
Cet événement marque la fin de la présence militaire française au Siam, la France étant bientôt entraînée dans d'importants conflits en Europe, la guerre de la Ligue d'Augsbourg (1688-1697) et la guerre de Succession d'Espagne (1701-1714). Avec la fin du siège s'ouvre une longue période où le Siam est resté méfiant à l'égard des puissances occidentales. Seuls quelques missionnaires français ont été autorisés à rester dans le pays, tandis que le commerce a continué, à petite échelle, avec d'autres pays européens comme l'Angleterre et les Pays-Bas.

## Contexte
Le roi Narai avait pensé étendre ses relations avec les Français pour contrebalancer les influences portugaises et néerlandaises dans son royaume, à la suggestion de son conseiller grec Constantin Phaulkon. De nombreuses ambassades avaient été échangées, notamment celle du Chevalier de Chaumont au Siam en 1685 et celle de Kosa Pan en France en 1686.

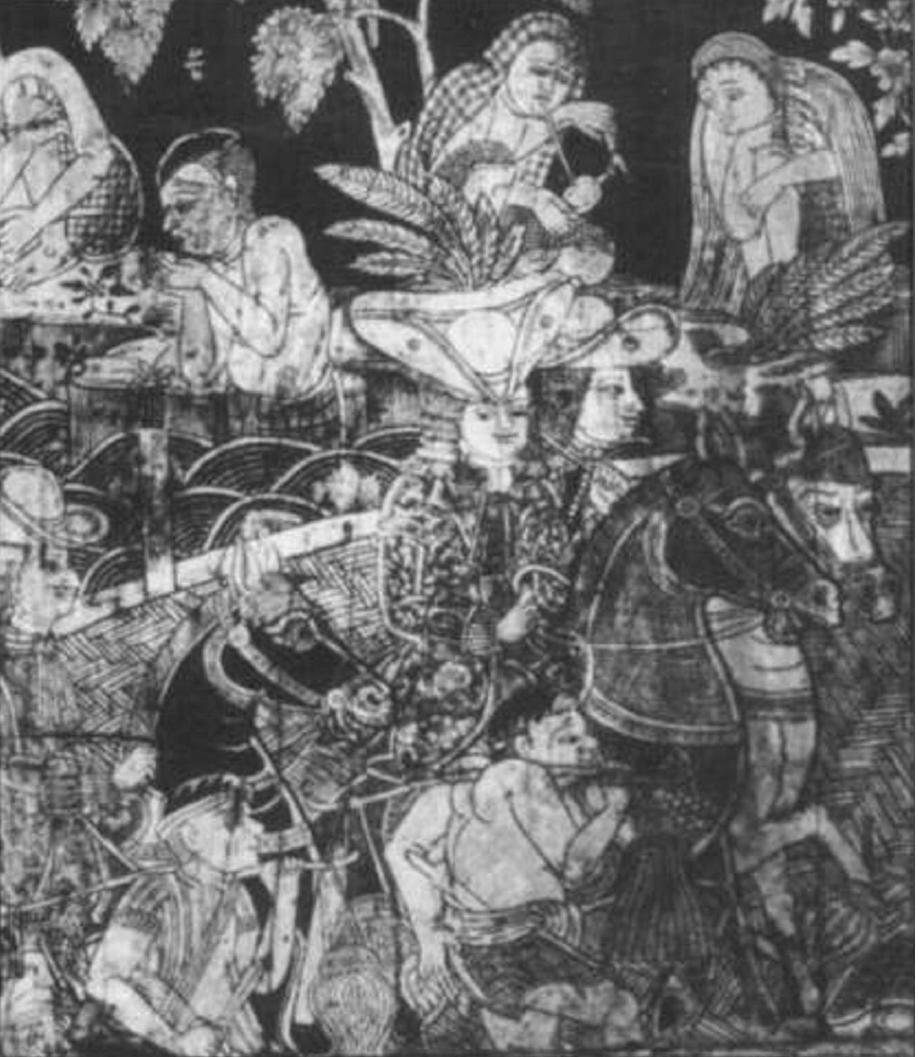
Soldats français au Siam, peinture siamoise du XVIIe siècle.

Cela déboucha en 1687 sur un important envoi au Siam d'ambassadeurs et de troupes françaises, organisé par le secrétaire d'État à la marine Jean-Baptiste Colbert de Seignelay. Le corps expéditionnaire français comptait 1 361 soldats, missionnaires, envoyés et marins, à bord de cinq navires de guerre. L'aile militaire était commandée par le général Desfarges et la mission diplomatique par Simon de la Loubère et Claude Céberet du Boulay, un directeur de la Compagnie française des Indes orientales. Desfarges avait pour instructions de négocier l'installation de troupes à Mergui et Bangkok (considérée comme « la clé du royaume »), plutôt que Songkhla, plus au sud, et de prendre ces positions par la force, si nécessaire.
Le roi Narai accepta cette proposition, et un fort fut construit dans chacune des deux villes, commandé par un gouverneur français,,. Desfarges indique dans sa relation des événements qu'il commandait la forteresse de Bangkok, avec 200 officiers et soldats français, ainsi qu'un contingent siamois fourni par Narai, et Du Bruant commandait celle de Mergui avec 90 soldats français,. Trente-cinq autres soldats, avec trois ou quatre officiers français, étaient assignés aux navires du roi, avec mission de combattre la piraterie.
Le débarquement de troupes françaises à Bangkok et Mergui suscita un fort mouvement nationaliste au Siam, dirigé par le mandarin et commandant du Corps des éléphants Phra Phetracha. En 1688, les sentiments xénophobes, principalement dirigés contre les Français et Constantin Phaulkon, atteignirent leur apogée. Les courtisans siamois s'indignaient de la domination de Phaulkon dans les affaires d'État, ainsi que de son épouse japonaise Maria Guyomar de Pinha et du style de vie européen, tandis que le clergé bouddhiste regrettait l'importance croissante des Jésuites français. Le mandarinat siamois, dirigé par Phetracha, se plaignait de la force d'occupation et s'opposait de plus en plus à Phaulkon.

## Siège de Bangkok

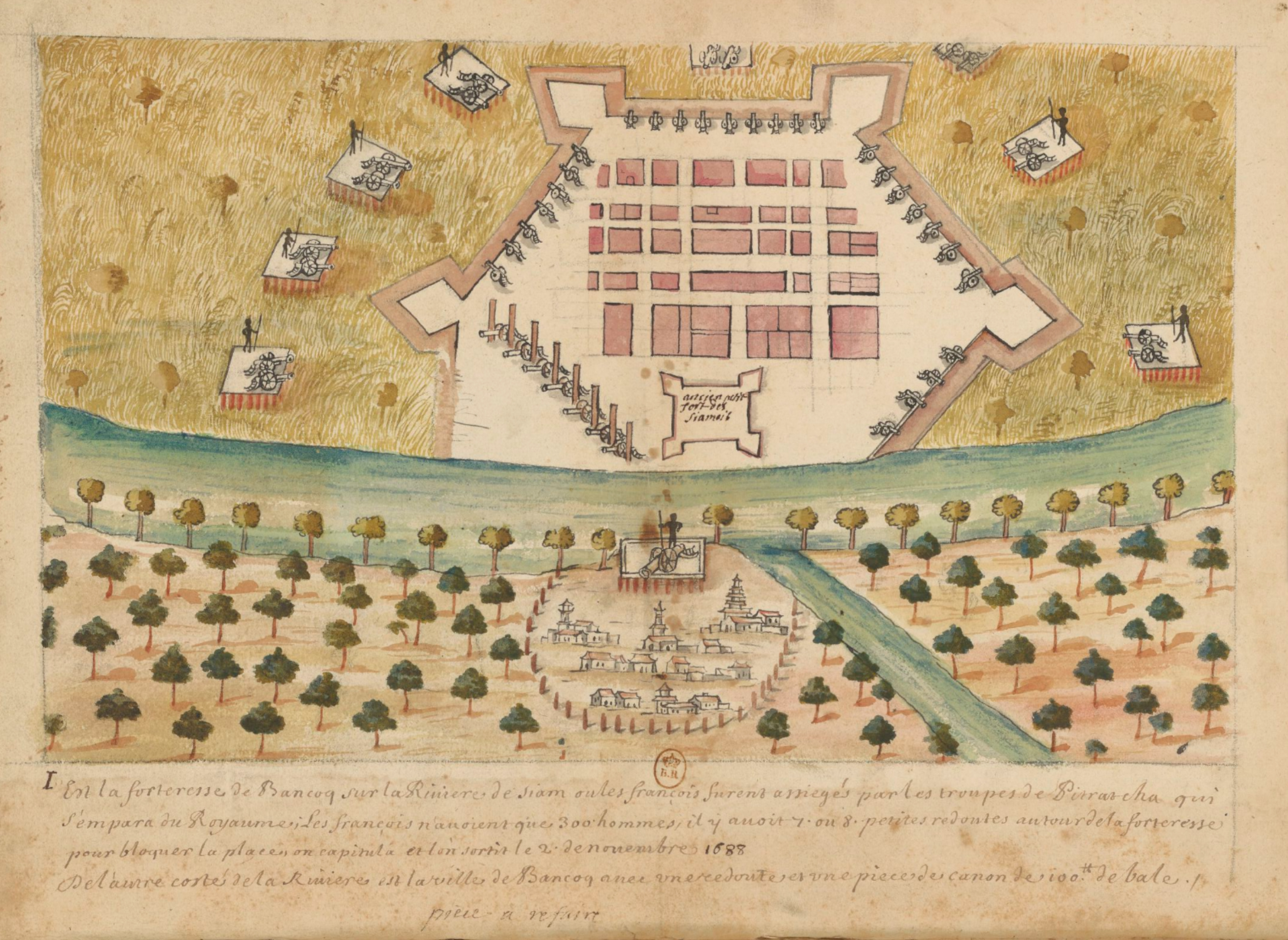
Siège de la forteresse de Bangkok par les forces siamoises (aquarelle de 1690).

Les choses se précipitèrent quand le roi Narai tomba gravement malade en mars 1688. Phetracha s'empara du palais royal de Lopburi et mit Narai aux arrêts le 17–18 mai. Il emprisonna aussi Constantin Phaulkon le 18 mai et fit exécuter le fils adoptif du roi, Mom Pi, le 20 mai.

### Le général Desfarges à Lopburi
Le 2 juin, le général Desfarges, commandant de la forteresse de Bangkok, fut invité à Lopburi par Phetracha, et selon le récit d'un de ses officiers nommé De la Touche reçut des promesses personnelles, comme la nomination de son fils, le Marquis Desfarges, à un poste important du gouvernement siamois, équivalent à celui qu'avait occupé Constantin Phaulkon. Phetracha demanda aussi à Desfarges de déplacer ses troupes de Bangkok à Lopburi pour contribuer à une guerre à venir avec le Laos et la Cochinchine. Desfarges réussit à quitter la ville en promettant d'envoyer les troupes demandées par Phetracha et de lui remettre la forteresse de Bangkok. Il avait aussi dû laisser ses deux fils en otage à Phetracha.
Desfarges quitta Lopburi le 5 juin. Comme il n'avait pas manifesté d'intérêt pour le sort de Phaulkon, Phetracha ordonna le jour même l'exécution de celui-ci. Phaulkon, qui avait subi de nombreuses tortures depuis son arrestation, fut décapité par le propre fils de Phetracha, Ok-Phra Sorasak. Desfarges fut de retour à Bangkok le 6 juin, accompagné par deux mandarins, dont Kosa Pan, l'ancien ambassadeur en France, auxquels il était supposé remettre la forteresse. Selon Vollant de Verquains, la décision fut prise le même jour, dans un conseil de guerre avec ses officiers, de ne pas obéir à Phetracha, mais au contraire de lui résister par les armes.

### Début des hostilités
Phetracha partit assiéger la forteresse de Bangkok avec 40 000 hommes et plus d'une centaine de canons. Les troupes siamoises reçurent apparemment l'aide des Néerlandais dans leur combat contre les Français et l'armurier néerlandais Johan Keyts fut accusé d'avoir collaboré avec elles.
Les Français occupaient deux forteresses (une à Bangkok, l'autre à Thonburi, sur l'autre rive de la Chao Phraya) avec 200 soldats, en comptant les officiers. Le général Desfarges était leur commandant en chef, avec M. de Vertesalle comme second. Pour nourriture, ils avaient une centaine de vaches, que Phaulkon avait eu la prévoyance de leur fournir, et qu'ils commencèrent à abattre. Pour faciliter leur défense, ils brûlèrent le petit village qui se trouvait à proximité de la forteresse.
Le premier acte de guerre fut l'attaque d'une jonque chinoise appartenant au roi, qui passait sur le fleuve. Le capitaine de la jonque avait refusé de fournir des provisions aux Français, particulièrement le sel nécessaire pour saler la viande, et il fut l'objet de tirs répétés.

### Forteresse de Thonburi

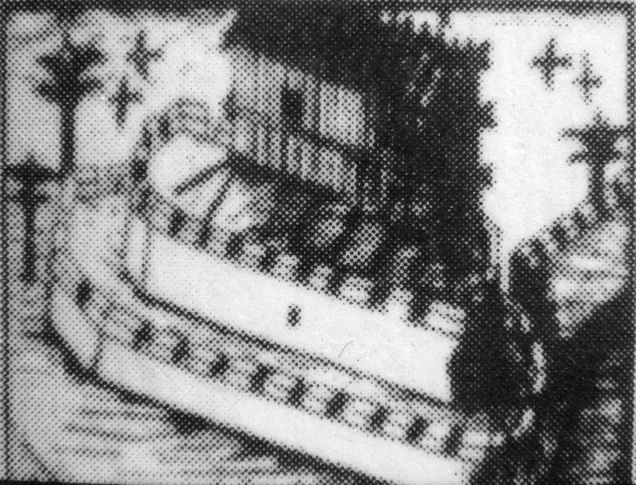
La forteresse de Thonburi, sur la rive occidentale (droite) de la Chao Phraya, en face de la forteresse de Bangkok.

Les Français avaient d'abord occupé les deux rives de la Chao Phraya, avec les deux forteresses, l'une sur la rive gauche (celle de Bangkok) et l'autre sur la rive droite (celle de Thonburi). Constatant que cette position serait difficile à défendre, particulièrement parce que les communications seraient presque impossibles à marée basse, ils décidèrent de se regrouper dans la forteresse la plus grande, sur la rive gauche. Ils détruisirent une partie des fortifications, démantelèrent 18 canons et enclouèrent ceux qui restaient. Peu après leur départ de Thonburi, les Siamois investirent le fort et commencèrent à y installer des canons et des mortiers pour bombarder les positions françaises. Ils y installèrent quarante canons, en très bonne position pour tirer de l'autre côté du fleuve.
Comme les Siamois utilisaient la forteresse à leur avantage, les Français décidèrent de l'attaquer pour la détruire. Ils envoyèrent un détachement de trente hommes, sur deux pirogues conduites par un enseigne. Ils affrontèrent des forces bien supérieures en nombre, et bien que certains aient réussi à escalader les remparts, ils durent bientôt en sauter. Quatre soldats français furent tués sur place et quatre moururent plus tard de leurs blessures.

### Encerclement de la forteresse de Bangkok

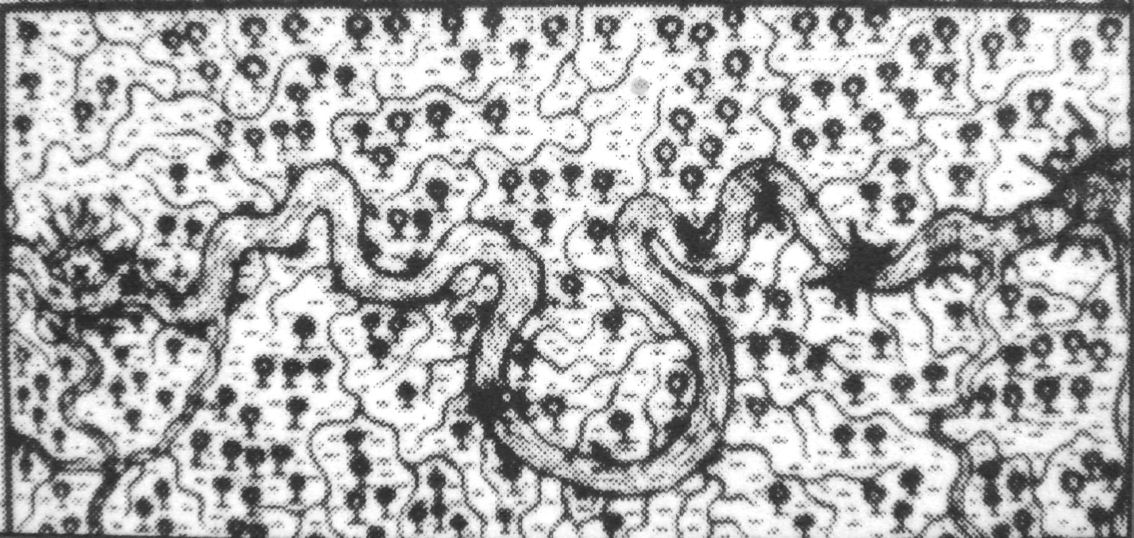
La Chao Phraya, de Bangkok (à gauche) jusqu'à la mer (à droite), était bordée de forts et bloquée par des barrages.

Les Siamois s'efforcèrent alors d'enfermer les troupes françaises dans la forteresse de Bangkok, en construisant des redoutes. Douze petits forts furent construits autour d'elle, chacun abritant entre sept et dix canons. Selon les Français, cela fut réalisé avec l'aide des Hollandais. La Chao Phraya, reliant la forteresse de Bangkok à la mer, fut bordée de nombreux forts et bloquée à son embouchure par cinq ou six rangées d'énormes troncs, une chaîne de fer et de nombreuses embarcations. Au total, il y avait sept batteries, abritant 180 canons.
Deux des navires du roi de Siam étant en mer sous les ordres de ses officiers, Desfarges envoya une pirogue pour essayer de les atteindre, dans l'idée d'appeler à l'aide les Français de Pondichéry. La pirogue était commandée par un lieutenant de compagnie et enseigne de vaisseau, le Sieur de Saint-Christ. Mais il fut bloqué durant son trajet vers la mer. Submergé par les Siamois, il fit exploser son embarcation, provoquant la mort de centaines d'entre eux, et de la plupart de ses hommes, sauf deux qui furent plus tard rendus à Desfarges.

### Détente et paix
Pour essayer de mettre fin à la situation, Phetracha relâcha le 24 juin les deux fils de Desfarges, qu'il retenait toujours en otage, ainsi que tous les autres prisonniers français. Tout en essayant de faire la paix avec les Français, il s'arrangeait pour éliminer tous les candidats potentiels au trône d'Ayutthaya : les deux frères de Narai furent exécutés le 9 juillet 1688,. Le roi lui-même mourut le 11 juillet, peut-être avec l'aide de poison. Phetracha fut couronné roi le 1er août 1688 à Ayutthaya. Il fonda la dynastie Ban Phlu Luang.
Après cette date, la tension autour des Français à Bangkok diminua, les bombardements s'atténuant, tandis que les échanges de biens et de services reprenaient jusqu'à un certain point. Des discussions en vue d'un accord commencèrent précautionneusement. Le 9 septembre, le navire de guerre Oriflamme, transportant 200 soldats et commandé par de l'Estrilles, arriva à l'embouchure de la Chao Phraya, mais il fut incapable d'atteindre la forteresse de Bangkok, en raison du blocus sur le fleuve. Selon Vollant des Verquains, cela augmenta néanmoins la pression sur les Siamois pour trouver une issue pacifique au conflit.
Desfarges négocia finalement à la fin de septembre 1688 un accord pour quitter le pays avec ses hommes à bord de l'Oriflamme et de deux navires siamois, le Siam et le Louvo, fournis par Phetracha,. Le nouveau roi leur remit tous ses prisonniers français. En garantie de l'accord, les Français étaient supposés quitter le pays avec deux otages siamois, tandis que trois otages français restaient sur place jusqu'au retour des navires siamois : Mgr Laneau, évêque de Métellopolis, Véret, directeur de la manufacture française au Siam, et le Chevalier Desfarges, le plus jeune fils du général Desfarges.

### Maria Guyomar de Pinha

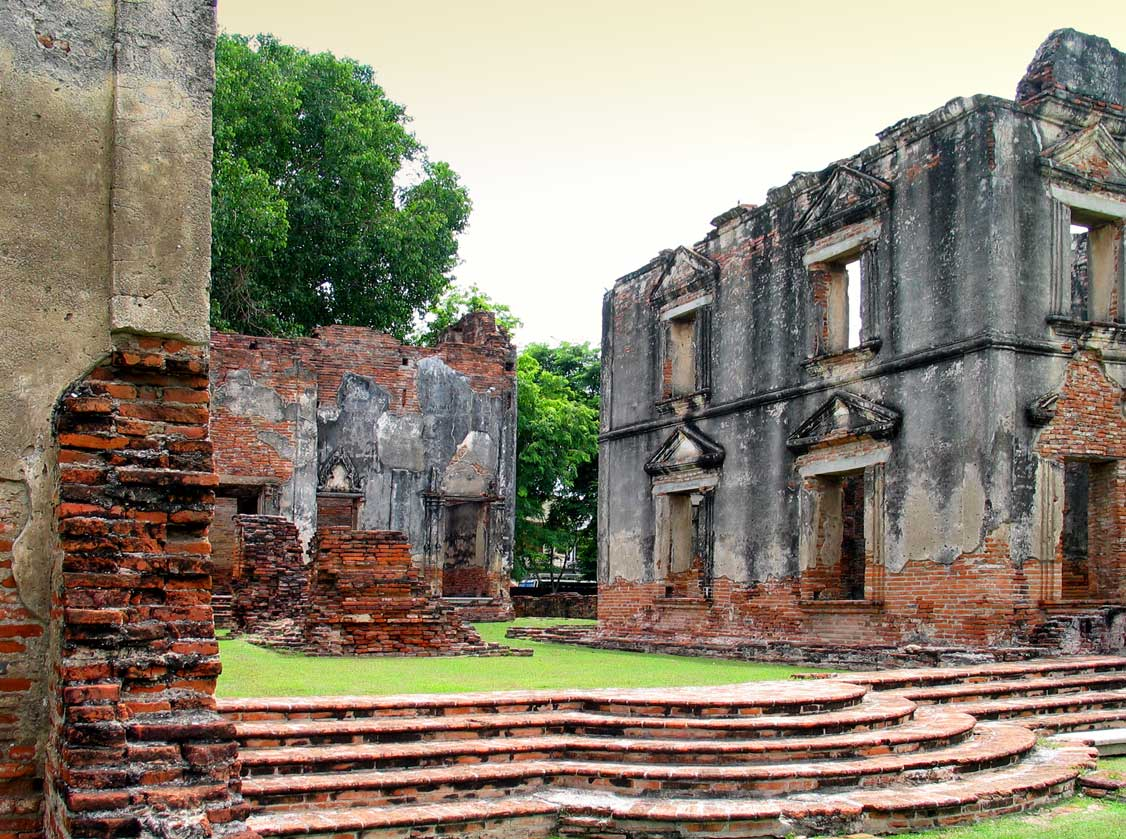
Ruines de la résidence de Constantin Phaulkon et sa femme Maria Guyomar de Pinha à Lopburi.

L'épouse luso-japonaise catholique de Phaulkon, Maria Guyomar de Pinha, à laquelle on avait promis protection en l'anoblissant comme comtesse française, avait réussi à fuir Ayutthaya avec l'aide d'un officier français, le Sieur de Sainte-Marie, et avait trouvé refuge avec les troupes françaises à Bangkok, où elle put rester du 4 au 18 octobre 1688. Selon Desfarges lui-même, Phetracha réclama son retour, menaçant « d'abolir les vestiges de la religion (chrétienne) » et capturant même des douzaines de Français pour augmenter la pression : le père jésuite de La Breuille, 10 missionnaires, quatorze officiers et soldats, six membres de la Compagnie française des Indes orientales et quatorze autres Français (dont trois capitaines de navires, trois miroitiers, le Sieur de Billy, gouverneur de Phuket, un charpentier nommé Lapie et le musicien Delaunay). Desfarges, craignant de compromettre l'accord de paix et de relancer un conflit ouvert, la remit aux Siamois le 18 octobre, contre l'opinion de ses officiers,. En dépit des promesses qui avaient été faites à son sujet, elle fut condamnée à l'esclavage dans les cuisines de Phetracha, où elle resta jusqu'à la mort du roi en 1703.

### Retraite de Bangkok
Desfarges quitta finalement le Siam pour Pondichéry le 13 novembre 1688, à bord de l’Oriflamme et des deux navires siamois fournis par Phetracha, le Siam et le Louvo,. Le siège avait duré plus de quatre mois jusqu'à la conclusion de l'accord,. Des trois otages supposés rester sur place jusqu'au retour des deux vaisseaux siamois, seul Mgr Laneau, évêque de Métellopolis, y resta effectivement, tandis que Véret et le fils du général Desfarges s'arrangeaient pour fuir à bord de l'Oriflamme. Les Siamois, irrités par le non-respect de l'accord, saisirent une partie des bagages des Français, arrêtèrent 17 soldats français qui restaient et jetèrent Mgr Laneau en prison pour plusieurs années. Le 14 novembre, le lendemain du départ des Français, le traité d'alliance de 1644 entre le Siam et la Compagnie néerlandaise des Indes orientales (VOC) fut renouvelé, garantissant aux Néerlandais leur ancien monopole d'exportation du cuir de daim, et leur donnant la liberté de commercer dans tous les ports du pays. Ils obtenaient aussi le renouvellement de leur monopole pour l'étain à Ligor (accordé par le roi Narai en 1671). Les Néerlandais, et dans une moindre mesure les Britanniques, continuèrent à commercer à Ayutthaya, quoiqu'avec difficulté.

## Conclusion

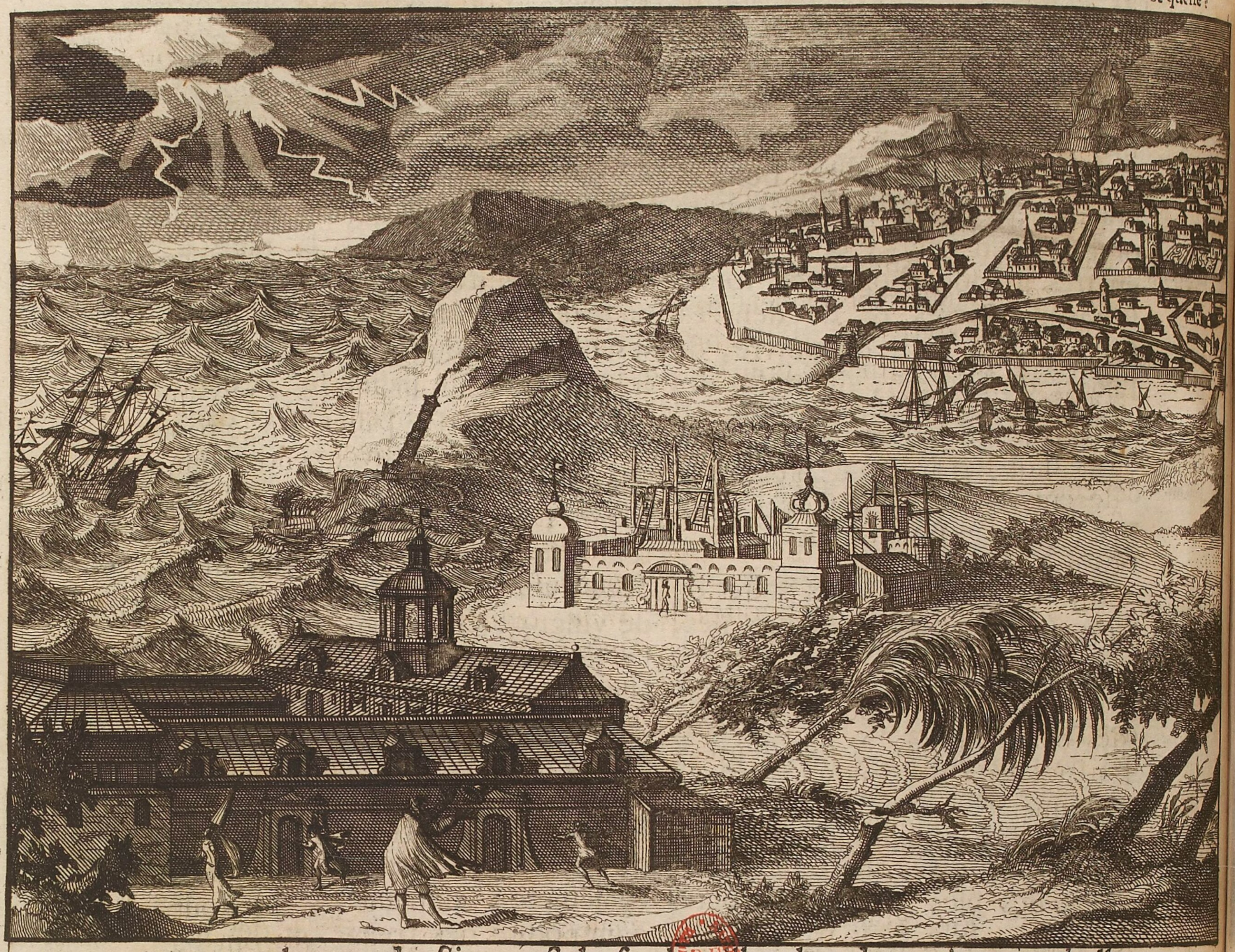
paysage urbain moderne Dans le royaume d'Ayutthaya (estampes du XVIIe siècle)

Une fois arrivés à Pondichéry, certains des soldats français restèrent pour y renforcer la présence française, mais la plupart repartirent pour la France le 16 février 1689 à bord de la Normande de la marine royale et du navire de commerce Coche, avec l'ingénieur Vollant des Verquains et le jésuite Le Blanc. Les deux navires furent capturés par les Néerlandais au Cap de Bonne-Espérance, en raison de la Guerre de la Ligue d'Augsbourg qui venait d'éclater. Après un mois au Cap, les prisonniers furent envoyés en Zélande, où ils furent enfermés dans la prison de Middelbourg. Ils purent revenir en France à l'occasion d'un échange général de prisonniers,.
Le 10 avril 1689, Desfarges — qui était resté à Pondichéry — conduisit une expédition pour prendre l'île de Phuket, productrice d'étain, dans une tentative de rétablir une certaine autorité française au Siam,. L'île fut prise temporairement en 1689, mais son occupation ne mena à rien et Desfarges revint à Pondichéry en 1690. Rappelé en France, il laissa 108 soldats à Pondichéry et quitta les Indes avec le reste de ses troupes à bord de l’Oriflamme et des navires de commerce Lonré et Saint-Nicholas le 21 février 1690. Desfarges mourut durant la traversée vers la Martinique et l'Oriflamme fit naufrage le 27 février 1691 au large des côtes de Bretagne, avec la plupart des soldats restants.
La France ne réussit pas à revenir au Siam ni à organiser d'expédition de représailles, en raison de son engagement dans deux conflits européens majeurs : la Guerre de la Ligue d'Augsbourg (1688-1697) et la Guerre de Succession d'Espagne (1701-1714). La France ne reprit les contacts officiels avec le Siam qu'en 1856, lorsque Napoléon III envoya une ambassade dirigée par Charles de Montigny au roi Mongkut (Rama IV).